# نقص النحاس
نقص النحاس يُعرَّف بأنه وجود كمياتٍ غير كافيةٍ من النحاس لتلبية احتياجات الجسم أو أن يكون مستوى النحاس في البلازما دون المعدل الطبيعي. قد تشمل الأعراض إعياء، انخفاض خلايا الدم الحمراء، الشيب المبكر، والمشاكل العصبية التي تظهر على أنها خدر، وخز، ضعف العضلات، وترنح. تم التعرف على متلازمة التنكس العصبي لنقص النحاس لبعض الوقت في الحيوانات المجترة، والتي يُعرف باسم «التأرجح». يمكن أن يظهر نقص النحاس بالتوازي مع فيتامين بي12 ونقص التغذية الأخرى.

## نظرة شاملة
السبب الأكثر شيوعا لنقص النحاس هو جراحة الجهاز الهضمي عن بعد، مثل جراحة المجازة المَعِدِيّة، بسبب سوء امتصاص النحاس، أو سمية الزنك. من ناحية أخرى، مرض مينكيس (بالإنجليزية: Menkes)‏ هو اضطراب وراثي لنقص النحاس ينطوي على مجموعة واسعة من الأعراض التي غالبا ما تكون قاتلة.
ويشارك النحاس في الوظيفة الطبيعية للعديد من الإنزيمات، مثل السيتوكروم C أوكسيديز، وهو المركب الرابع في سلسلة نقل الإلكترون في الميتوكوندريا، سيرولوبْلاَزْمين، Zn/ CU سوبر أكسيد ديسميوتاز. وفي أكاسيداز الأمين. تحفز هذه الإنزيمات تفاعلات الفسفرة المؤكسدة، ونقل الحديد، ومضادات الأكسدة، وإزالة الجذور الحرة ومعادلتها، وتصنيع الناقل العصبي، على التوالي. يحتوي النظام الغذائي المنتظم على كمية متغيرة من النحاس، ولكنه قد يوفر 5 ملغ / يوم، يتم امتصاص 20-50 ٪ منه فقط. قد يحتوي النظام الغذائي الخاص بكبار السن على محتوى نحاسي أقل من المدخول اليومي الموصى به. يمكن العثور على النحاس الغذائي في الحبوب الكاملة والبقوليات والمحار ولحوم الأعضاء (خاصة الكبد) والكرز والشوكولاته الداكنة والفواكه والخضروات الورقية الخضراء والمكسرات والدواجن والخوخ ومنتجات فول الصويا  مثل التوفو.
نقص النحاس يمكن أن يسبب العديد من المظاهر الدموية، مثل خلل التّنسُّج النُّقوي، الأنيميا، انخفاض عدد خلايا الدم البيضاء، انخفاض المعدلات (نوع من خلايا الدم البيضاء التي غالبا ما تسمى «خط الدفاع الأول» لجهاز المناعة. يُعرف نقص النحاس منذ زمن طويل كسبب لخلل التنسج النُّقوي (عندما يكون فحص الدم كامل لديه مؤشرات على احتمال تطور سرطان الدم في المستقبل).
ولكن حتى عام 2011 لم يكن نقص النحاس مرتبط بالمظاهر العصبية مثل الترنح الحسي (التنسيق غير المنتظم بسبب فقدان التحسس)، التشنج، وضعف العضلات، وفقدان البصر نادراً بسبب تلف الأعصاب الطرفية، اعتلال النخاع (مرض الحبل الشوكي)، ونادراً الاعتلال العصبي البصري.

## العلامات والأعراض

### أعراض الدم
التأثيرات الدموية (الدم) المميزة لنقص النحاس هي فقر الدم (صغير الكريات، سوي الكريات  أو كبير الكريات) وقلة العَدِلاَت. قلة غير عادية في  الصفيحات (انخفاض الصفائح الدموية في الدم).
نتائج فحص الدم الطرفي وفحص نخاح العظم في نقص النحاس يمكن ان تشابه متلازمة خَلَلُ التَّنَسُّجِ النُّخاعِيّ. نتائج فحص نخاح العظم في كلا الحالتين يظهر خلل التنسج في طلائع خلايا الدم ووجود الأرومات الحديدية الحلقية (الأرومات الحمراء التي تحتوي على حبيبات حديدية متعددة حول النواة). على عكس معظم حالات متلازمة خلل التنسج النخاعي فحص نخاع العظم في نقص النحاس يظهر بشكل مميز فجوات السيتوبلازم داخل طلائع الخلايا الحمراء والبيضاء، ولا يكشف النمط النووي في حالات نقص النحاس عن الخصائص الخلوية المميزة لمتلازمة خلل التنسج النخاعي.
فقر الدم وقلة العدلات عادة ما يحل في غضون ستة أسابيع من استبدال النحاس.

### الأعراض العصبية
يمكن أن يسبب نقص النحاس مجموعة واسعة من المشاكل العصبية ومنها اعتلال النخاع، الاعتلال العصبي المحيطي، الاعتلال العصبي البصري.

## اعتلال النخاع
تم اكتشاف اعتلال النخاع الشوكي لنقص النحاس لدى الإنسان ووصفوه لأول مرة من قبل Schleper و Stuerenburg في عام 2001. وصفوا المريض الذي لديه تاريخ من استئصال المعدة واستئصال القولون الجزئي مع وجود خزل رباعي شديد وتنمل مؤلم والذي وجد في التصوير أن لديه بقعة بيضاء في الفقرة T2 في الجزء الخلفي من العمود الفقري في الرقبة.
بناءا على مزيد من التحليل، وجد أن المريض لديه انخفاض في مستويات كل من  السيرولوبلاسمين في المصل، النحاس في المصل، النحاس في السائل الدماغي الشوكي. عولج المريض بالنحاس الوريدي وانحلت مشكلة الخدران. منذ هذا الاكتشاف، كان هناك وعي واضح ومتزايد  بالاعتلال النخاعي الناتج عن نقص النحاس وعلاجه، وقد تمت مراجعة هذا الاضطراب بواسطة كومار.
يعاني المصابون عادة من صعوبة المشي (gait difficulty) الناجمة عن الترنح الحسي (تنسيق العضلات الغير منتظم) بسبب اعتلال في وظيفة العمود الظهري أو تنكس الحبل الشوكي (اعتلال النخاع الشوكي). المرضى الذين يعانون من مشية ترنحية يعانون من مشاكل في التوازن ويظهرون مشية واسعة غير مستقرة. وغالبا ما يشعرون برجفة في جذعهم مما تسبب في الهزات الجانبية ودفع للأمام. في التصوير بالرنين المغناطيسي للدماغ، غالبًا ما يكون هناك زيادة في  إشارة T2 في الأعمدة الخلفية للحبل الشوكي في المرضى الذين يعانون من اعتلال النخاع الناجم عن نقص النحاس. غالبًا ما تكون إشارة T2 مؤشرا على نوع من التنكس العصبي. هناك بعض التغييرات في النخاع الشوكي بالرنين المغناطيسي التي تنطوي على الحبل الصدري أو الحبل العنقي أو كليهما في بعض الأحيان. غالباً ما يتم مقارنة اعتلال النخاع بنقص النحاس بالتنكس المشترك دون الحاد (SCD). التنكس المشترك دون الحاد هو أيضا تنكس في الحبل الشوكي، ولكن بدلا من ذلك فإن نقص فيتامين ب 12 هو سبب التنكس الشوكي.

### الاعتلال العصبي المحيطي
من الأعراض الشائعة الأخرى لنقص النحاس، الاعتلال العصبي المحيطي، وهو خدر أو وخز يمكن أن يبدأ في الأطراف ويمكن أن يتقدم شعاعيا إلى الداخل نحو الجذع.
في تقرير عن التقدم  في علم الأعصاب السريري وإعادة التأهيل (ACNR)، نشر مريض يبلغ من العمر 69 عامًا تدهور الأعراض العصبية. تضمنت هذه الأعراض ضعف ردود فعل الطرف العلوي مع ردود فعل غير طبيعية للطرف السفلي، الإحساس باللمس الخفيف ووخز الدبوس يقل فوق الخصر، فقد الإحساس بالاهتزاز في القص، وانخفاض ملحوض في استقبال الحس العميق، أو الإحساس بالتوجه الذاتي. كثير من الأشخاص الذين يعانون من الآثار العصبية لنقص النحاس يشكون من أعراض مشابهة أو متطابقة تمامًا مثل المريض. هذا التنميل والوخز يشكل خطراً على المسنين لأنه يزيد من خطر السقوط وإصابة أنفسهم. يمكن أن يصبح الاعتلال العصبي المحيطي غاية في الصعوبة، مما يجعل بعض المرضى يعتمدون على الكراسي المتحركة أو عصي المشي للتنقل إذا كان هناك خطأ في التشخيص الصحيح. نادرا ما يمكن أن يسبب نقص النحاس أعراض تعطيل كبيرة. يجب أن يكون النقص حاضراً لفترة طويلة من الوقت حتى تظهر هذه الظروف المعجزة.

### الاعتلال العصبي البصري
أظهر بعض المرضى الذين يعانون من نقص النحاس علامات على الرؤية وفقدان اللون. تُفقد الرؤية عادة في الرؤية المحيطية للعين. عادة ما يكون فقدان الرؤية الثنائية تدريجيًا جدًا. يظهر التصوير المقطعي البصري التوافقي (OCT) فقدان بعض طبقات الألياف العصبية في معظم المرضى، مما يوحي بأن فقدان البصر وفقدان رؤية اللون ثانويا للاعتلال العصبي البصري أو التنكس العصبي.

## جراحة

آلية أوكسيديز السيتوكروم ج في غشاء الميتوكوندريا

تعد جراحة السمنة سببًا شائعًا لنقص النحاس. غالبًا ما تستخدم جراحة لعلاج السمنة، مثل جراحة الجهاز الهضمي الالتفافية، للتحكم في الوزن لدى المصابين بالسمنة المفرطة. يمكن أن يسبب اضطراب الأمعاء والمعدة من الجراحة صعوبة في الامتصاص ليس فقط فيما يتعلق بالنحاس، ولكن أيضًا بالنسبة للحديد وفيتامين B12 والعديد من العناصر الغذائية الأخرى. قد تستغرق أعراض اعتلال النخاع بنقص النحاس وقتًا طويلاً لتتطور، أحيانا عقود قبل ظهور أعراض اعتلال النخاع.

## سمية الزنك
زيادة استهلاك الزنك سبب آخر لنقص النحاس. غالبًا ما يستخدم الزنك للوقاية من نزلات البرد والتهاب الجيوب الأنفية الشائعة (التهاب الجيوب الأنفية بسبب العدوى)، والقرحة، ومرض  فقر الدم المنجلي، ومرض الداء البطني، وضعف الذاكرة، وحب الشباب. يوجد الزنك في العديد من مكملات الفيتامينات الشائعة ويوجد أيضًا في كريمات الأسنان. في الآونة الأخيرة، تم العثور على العديد من حالات اعتلال النخاع الشوكي بنقص النحاس بسبب الاستخدام المطول لكريمات أسنان تحتوي على كميات عالية من الزنك.
الزنك المعدني هو جوهر جميع العملات المعدنية في الولايات المتحدة، بما في ذلك البنسات المطلية بالنحاس. سيكون لدى الأشخاص الذين يتناولون عددًا كبيرًا من العملات المعدنية مستويات مرتفعة من الزنك، مما يؤدي إلى نقص النحاس الناجم عن سمية الزنك والأعراض العصبية المرتبطة به. كان هذا هو الحال بالنسبة لامرأة تبلغ من العمر 57 عامًا تم تشخيصها بمرض انفصام الشخصية. استهلكت المرأة أكثر من 600 قطعة نقدية وبدأت في إظهار الأعراض العصبية مثل المشية غير المستقرة وترنح خفيف.

## اضطرابات وراثية
مرض مينكس هو مرض خلقي يسبب نقص النحاس، وأيضا هو حالة وراثية يسببها خلل  في جين يشارك في عملية التمثيل الغذائي للنحاس في الجسم. يشتمل مرض مينكس على مجموعة واسعة من الأعراض، ومنها نقص التوتر العضلي والصرع، ودرجات الحرارة المنخفضة بشكل غير طبيعي، وشعر صلب غريب اللون ملمسه قاس جدا. مرض مينكس هو عادة مرض قاتل حيث يموت معظم الأطفال خلال السنوات العشر الأولى من الحياة.

## أخرى
نادراً ما يقترح أن مكملات الحديد الزائدة تسبب اعتلال النخاع بنقص النحاس. سبب آخر نادر من نقص النحاس هو مرض الداء البطني، ربما بسبب سوء الامتصاص في الأمعاء. ومع ذلك، فإن نسبة كبيرة، حوالي 20%، من الحالات لها أسباب غير معروفة.

## فسيولوجيا مرضية
يعمل النحاس كمجموعة صناعية، والتي تسمح بنقل الإلكترون في المسارات الأنزيمية الرئيسية مثل سلسلة نقل الإلكترون. تم دمج النحاس في إنزيمات السيتوكروم سي أوكسيديز، والتي تشارك في التنفس الخلوي والفسفرة التأكسدية. ديسميوتاز،  الذي يشارك في الدفاع عن مضادات الأكسدة، وغيرها الكثير مدرجة في الجدول أدناه.
العديد من الإنزيمات المعتمدة على النحاس ووظائفها
| المجموعة          | الانزيم | وظيفة |
| ----------------- | --- | --- |
| أوكسيديز          | فلافين - يحتوي على أمين أوكسيديز                                                                            | استقلاب النواقل العصبية: النورادرينالين، الدوبامين، السيروتونين وبعض الأمينات الغذائية                                        |
|                   | بروتين ليسين 6 أوكسيديز (ليسيل أوكسيديز)                                                                    | النسيج الضام synthesis- عبر ربط الكولاجين والإيلاستين                                                                         |
|                   | المحتوية على النحاس أمين أوكسيديز (عائلة من الإنزيمات التي تضم أوكسيديز الأساسي، الأمينات وأوكسيديز ديامين) | أكسدة الأمينات الحيوية بما في ذلك الناقلات العصبية، الهيستامين، بوتريسين، كادافيرين، والأمينات الغريبة الحيوية                |
|                   | سيتوكروم سي أوكسيديز                                                                                        | الفسفرة المؤكسدة، نقل الإلكترون في غشاء الميتوكوندريا                                                                         |
|                   | ديسموتاز الأكسيد الفائق (ديسموتاز النحاس / الزنك)                                                           | مضادات الأكسدة وزبال الجذور الحرة، يؤكسد الأكسيدات الفائقة الخطرة للحصول على بيروكسيد الهيدروجين الأكثر أمانًا                 |
|                   | Ferroxidase I (سيرولوبلازمين)                                                                               | أكسدة نقل الحديد من Fe2+ إلى Fe3+ ، وتخزين النحاس ونقله، ومضادات الأكسدة ومعادل الجذور الحرة                                  |
|                   | هيفايستين (فيروكسيداز)                                                                                      | نقل الحديد وأكسدة Fe2+ إلى Fe3+ في الخلايا المعوية لتمكين امتصاص الحديد                                                       |
| أحادي الأكسجين    | الدوبامين بيتا مونوكسيجيناز                                                                                 | تحويل الدوبامين إلى نورإبينفرين                                                                                               |
|                   | بيبتيديلجليسين مونوكسيجيناز                                                                                 | الببتيد هرمون maturation- amidation من ألفا محطة حمض الكربوكسيلية مجموعة من الجلايسين                                         |
|                   | Monophenol أكسيجيناز أحادية (التيروزينيز)                                                                   | تخليق الميلانين |
| Methylation Cycle | سينثاز الميثيونين                                                                                           | نقل مجموعة الميثيل من ميثيل تتراهيدروفولات إلى الحمض الاميني لتوليد ميثيونين لدورة مثيلة ورباعي هيدروفولات ل البيورين التوليف |
|                   | Adenosylhomocysteinase (S-Adenosyl-L-homocysteine)                                                          | تجديد الهوموسيستين من أدينوسيل هوموسيستين (S-Adenosyl-L-homocysteine) في دورة المثيلة                                         |

## سيتوكروم سي أكسيداز
كانت هناك عدة فرضيات حول دور النحاس وبعض المظاهر العصبية. يقترح البعض أن الاضطرابات في السيتوكروم سي أوكسيديز، والمعروفة أيضًا باسم المركب الرابع، في سلسلة نقل الإلكترون هي المسؤولة عن تنكس الحبل الشوكي.

## دورة المثيلة

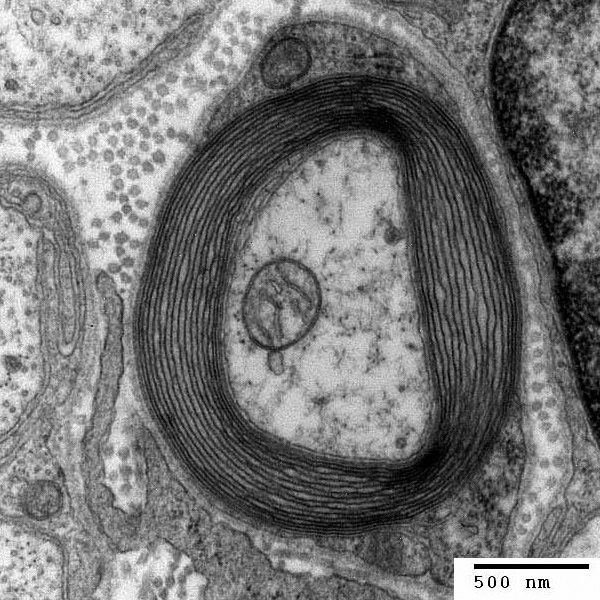

هناك فرضية أخرى وهي أن اعتلال النخاع الشوكي لنقص النحاس سببه اضطرابات في دورة المثلية. تسبب دورة المثيلة نقل مجموعة الميثيل (-CH3) من ميثيل تيتراهيدروفولات إلى مجموعة من الجزيئات الكبيرة من المتوقع بواسطة إنزيم ميثيونين سينثاز، انزيم يعتمد على النحاس. هذه الدورة قادرة على إنتاج البيورينات (purines)، التي هي مكون من قواعد النيوكليوتيدات الحمض النووي، وكذلك بروتينات الماليين (myelin). يحيط الحبل الشوكي بطبقة من البروتين الواقي تسمى الميالين (انظر الشكل). عندما يتعطل هذا إنزيم الميثيونين سينثاز، تتناقص الميثيلة ويضعف تكون ميلانين الحبل الشوكي. هذه الدورة تؤدي في النهاية إلى اعتلال النخاع.

## أسباب الدم

### نقل الحديد
يُعتقد أن فقر الدم الناجم عن نقص النحاس ناتج عن اعتلال نقل الحديد. هيفاستين هو نحاس يحتوي على إنزيم فيروكسيديز (بالإنجليزية:  ferroxidase)‏ ويقع في الغشاء المخاطي للإثني عشر الذي يؤكسد الحديد ويسهل نقله عبر الغشاء الأساسي الجانِبي في الدورة الدموية. إنزيم آخر ينقل الحديد هو سيرولوبْلاَزْمين. هذا الإنزيم مطلوب لتحريك الحديد من الخلية الشبكية البطانية إلى البلازما. سيرولوبْلاَزْمين أيضا يؤكسد الحديد من حالته الفِيرّوز (بالإنجليزية: ferrous)‏  إلى الشكل الفيرِّيك (بالإنجليزية: ferric)‏ المطلوب لربط الحديد. ضعف في هذه الانزيمات المعتمدة على النحاس والتي تنقل الحديد قد يسبب فقر الدم بسبب نقص الحديد الثانوي. هناك تخمينات أخرى عن سبب فقر الدم  والتي تؤثر في انزيم  الميتوكندريون سيتوكروم سي أكاسيداز. أظهرت الدراسات أن النماذج الحيوانية التي تحتوي على ضعف سيتوكروم سي أكسيداز فشلت في تصنيع الهيم من الفيرِّيك الحديدي بالمعدل الطبيعي. قد يؤدي انخفاض معدل الانزيم أيضًا إلى تراكم الحديد الزائد، مما يعطي الهيم نمطًا غير عادي. يُعرف هذا النمط غير العادي أيضًا خلايا فقر الدم الحديدي الأرومات.

### توقف نمو الخلايا
سبب قلة العدلات لا يزال غير واضح. ومع ذلك، فإن ايقاف نضوج الخلايا النقوية، أو طلائع العدلات، قد يتسبب في نقص العدلات.

### تسمم الزنك
قد يسبب تسمم الزنك فقر الدم عن طريق منع امتصاص النحاس من المعدة والإثني عشر. ينظم الزنك أيضًا تعبير الميتالوثيونين المخلبي في الخلايا المعوية، والتي تشكل غالبية الخلايا في ظهارة الأمعاء. نظرًا لأن النحاس يحتوي على انجذاب  أعلى  للميتالوثيونين مقارنة بالزنك، فسيظل النحاس مقيدًا داخل الخلايا المعوية، والتي سيتم إزالتها لاحقًا من خلال التجويف. يتم استغلال هذه الآلية علاجيًا لتحقيق توازن سلبي في مرض ويلسون، والذي ينطوي على فائض من النحاس.

## العلاج
يُعتبر نقص النحاس مرضًا نادرًا جدًا وغالبًا ما يتم تشخيصه بشكل خاطئ من قبل الأطباء عدة مرات قبل استنتاج نقص النحاس من خلال التشخيص التفريقي (عادةً ما يكون اختبار مصل النحاس وخزعة النخاع العظمي  في تشخيص نقص النحاس. في المتوسط يتم تشخيص المرضى الذين يعانون من نقص النحاس حوالي 1.1 سنة بعد الإبلاغ عن الأعراض الأولى للطبيب. يمكن علاج نقص النحاس إما عن طريق مكملات النحاس عن طريق الفم أو النحاس الوريد. إذا كان التسمم بالزنك موجودًا، فقد يكون وقف الزنك كافيًا لاستعادة مستويات النحاس مرة أخرى إلى وضعها الطبيعي، لكن هذه العملية عادة ما تكون بطيئة للغاية. عادة ما يتعين على الأشخاص الذين يعانون من تسمم الزنك تناول مكملات النحاس بالإضافة إلى التوقف عن استهلاك الزنك. غالبًا ما تتم استعادة المظاهر الدموية بسرعة إلى طبيعتها. سيتم إيقاف تطور الأعراض العصبية عن طريق العلاج المناسب، ولكن غالبا مع بقاء العجز العصبي.

## وصلات داخلية
- الزنك
- فيتامين